# Рівердейл (сезон 5)
П'ятий сезон американського телесеріалу «Рівердейл» є прямим продовженням подій четвертого сезону. Прем'єра першої серії відбулась 20 січня  2021. Телесеріал трансльований каналом The CW.